# Marojejya darianii
Espèce
Classification APG IV (2016)
Statut de conservation UICN

 EN  : En danger
Marojejya darianii est une espèce de plantes de la famille des Arecaceae. On ne la trouve qu'à Madagascar. Elle est en danger critique d'extinction et menacée d'extinction en raison de la perte de son habitat.

## Publication originale

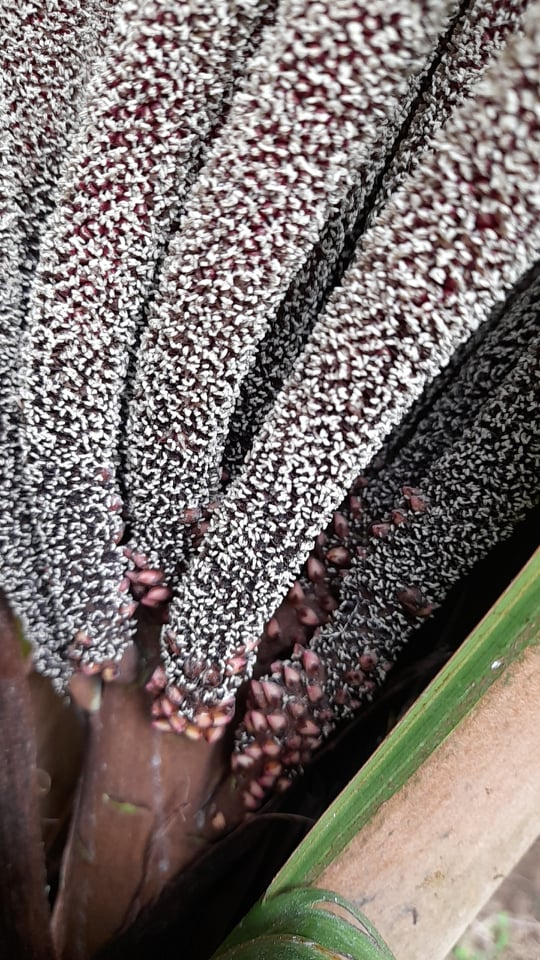
Marojejya darianii - inflorescence.

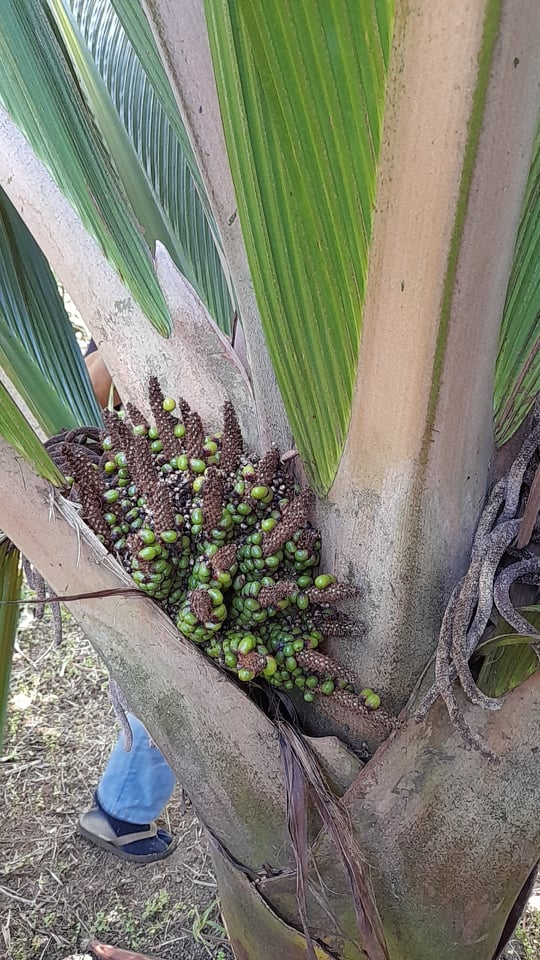
Marojejya darianii - infrutescences.

- Principes 28(4): 151. 1984.